# Chudoba (Nowe Kotkowice)
Chudoba (dodatkowa nazwa w j. niem. Schekai) – przysiółek wsi Nowe Kotkowice w Polsce, położony w województwie opolskim, w powiecie prudnickim, w gminie Głogówek. Historycznie leży na Górnym Śląsku, na ziemi prudnickiej.
Przysiółek wchodzi w skład sołectwa Nowe Kotkowice.
W latach 1975–1998 przysiółek administracyjnie należał do ówczesnego województwa opolskiego.
Według danych na 31 grudnia 2022 przysiółek był zamieszkany przez 43 osoby.

## Nazwa
Do 1945 niemiecką nazwą miejscowości było Schekai. Po zakończeniu II wojny światowej otrzymała polską nazwę Czekaj, jednak miejscowa ludność używała wyłącznie nazwy Chudoba. W sierpniu 2001 Rada Miejska Głogówka postanowiła formalnie zmienić nazwę miejscowości na Chudoba, decyzja została urzędowo zaakceptowana w 2003. Według lokalnej legendy, nazwa Czekaj ma pochodzić od tego, że przysiółek był miejscem, w którym „czekali” zbóje ze swoimi rodzinami i napadali na wędrownych kupców.
1 grudnia 2009 wprowadzono dodatkową nazwę przysiółka w języku niemieckim – Schekei.

## Historia

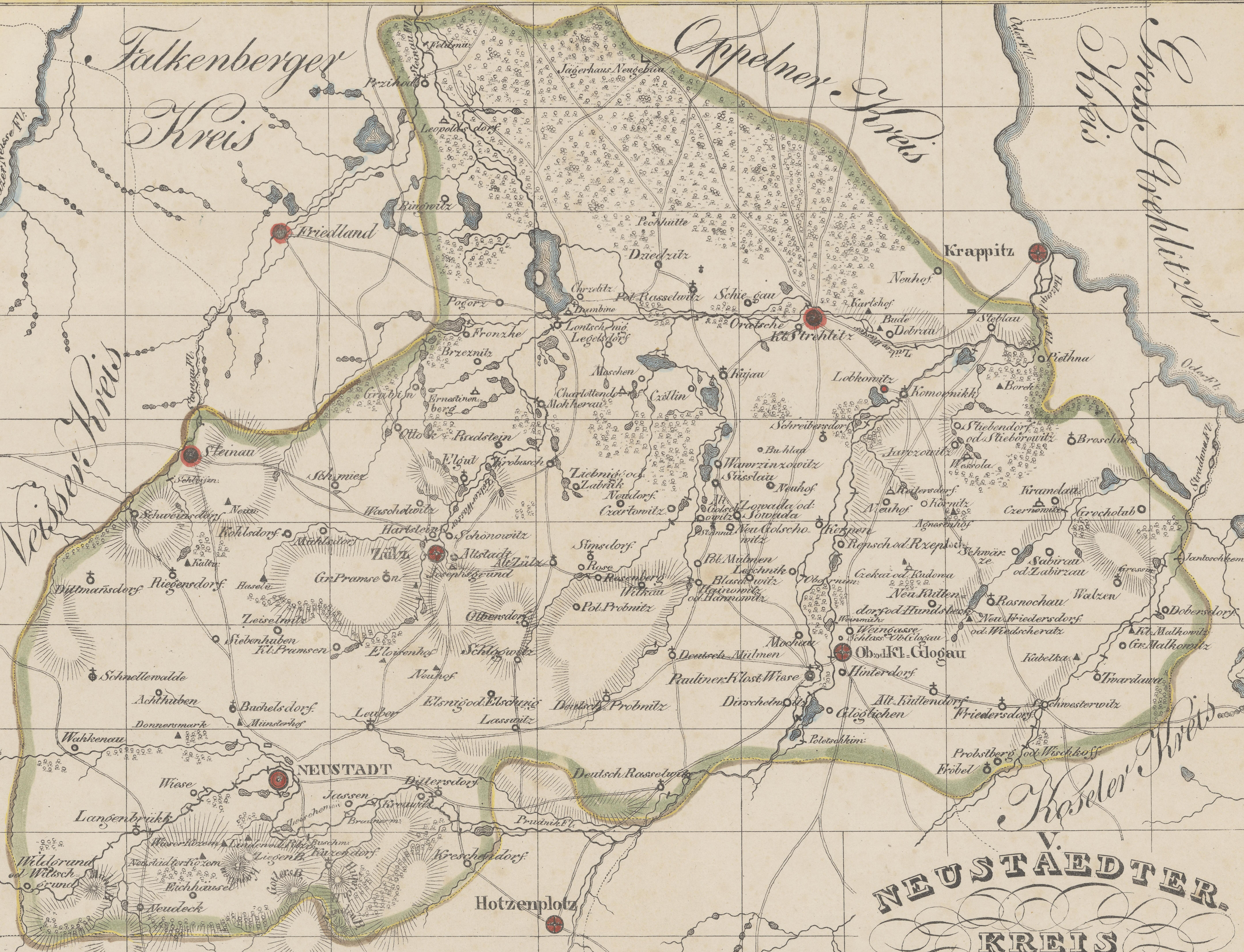
Chudoba (Czekai od. Kudowa) wśród miejscowości ziemi prudnickiej na mapie z XIX wieku

Do 1742 wieś należała do powiatu sądowego głogóweckiego w Monarchii Habsburgów. Po I wojnie śląskiej znalazła się w granicach Królestwa Prus i weszła w skład powiatu prudnickiego w prowincji Śląsk.
W miejscowości mieszkało 32 rolników i 15 ogrodników, którzy posiadali 1817 morgów ziemi. Hodowano tu konie, krowy i cielęta oraz świnie. Czterech kowali posiadało kuźnie w Chudobie.
W 1910 w Chudobie mieszkały 62 osoby. W 1921 w zasięgu plebiscytu na Górnym Śląsku znalazła się tylko część powiatu prudnickiego. Chudoba znalazła się po stronie wschodniej, w obszarze objętym plebiscytem.
Po II wojnie światowej, od marca do maja 1945 powiat prudnicki znajdował się pod kontrolą radzieckiej komendantury wojskowej. 11 maja 1945 polska administracja przejęła władzę cywilną w powiecie prudnickim. Mieszkańcom Chudoby, posługującym się dialektem śląskim bądź znającym język polski, pozwolono pozostać we wsi po otrzymaniu polskiego obywatelstwa.
W 1966, a także w 2013 w przysiółku mieszkało 40 osób.

## Mieszkańcy
Miejscowość zamieszkiwana jest przez mniejszość niemiecką oraz Ślązaków. Mieszkańcy wsi posługują się gwarą prudnicką, będącą odmianą dialektu śląskiego.

Panorama Chudoby

## Gospodarka
W Chudobie siedzibę ma firma Mechanika Blacharstwo i Lakiernictwo Pojazdowe, zrzeszona w Cechu Rzemieślników i Przedsiębiorców w Prudniku.

## Transport
Chudoba posiada połączenie autobusowe z Głogówkiem. W miejscowości znajduje się jeden przystanek autobusowy.

## Religia

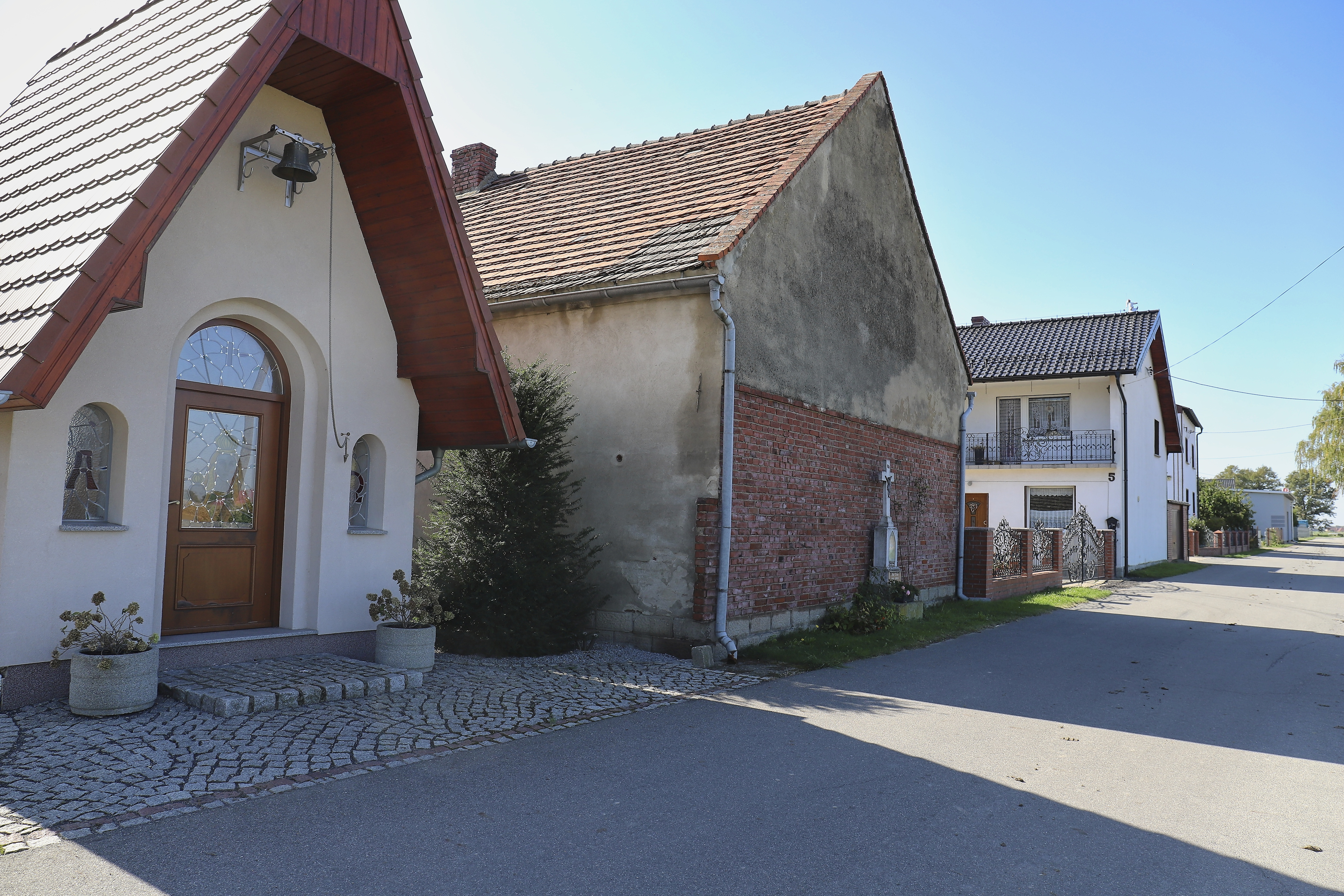
Kaplica i Krzyż przydrożny w Chudobie

Katolicy z Chudoby należą do parafii św. Fabiana i św. Sebastiana w Kórnicy (dekanat Głogówek). W miejscowości znajduje się kaplica Matki Boskiej Loretańskiej, poświęcona w 2017.

## Bezpieczeństwo
Miejscowość jest pod opieką dzielnicowego rejonu służbowego nr 11 Komendy Powiatowej Policji w Prudniku (Komisariat Policji w Głogówku).
Teren miejscowości, jak i całej gminy Głogówek, położony jest w strefie nadgranicznej w związku z czym Straż Graniczna dysponuje, na tym obszarze, specjalnymi kompetencjami w zakresie bezpieczeństwa. Gminę Głogówek obejmuje zasięgiem służbowym placówka Straży Granicznej w Opolu ze Śląskiego Oddziału SG.